# Liste der Bischöfe von Västerås
Die folgenden Personen waren Bischöfe von Västerås (Schweden):

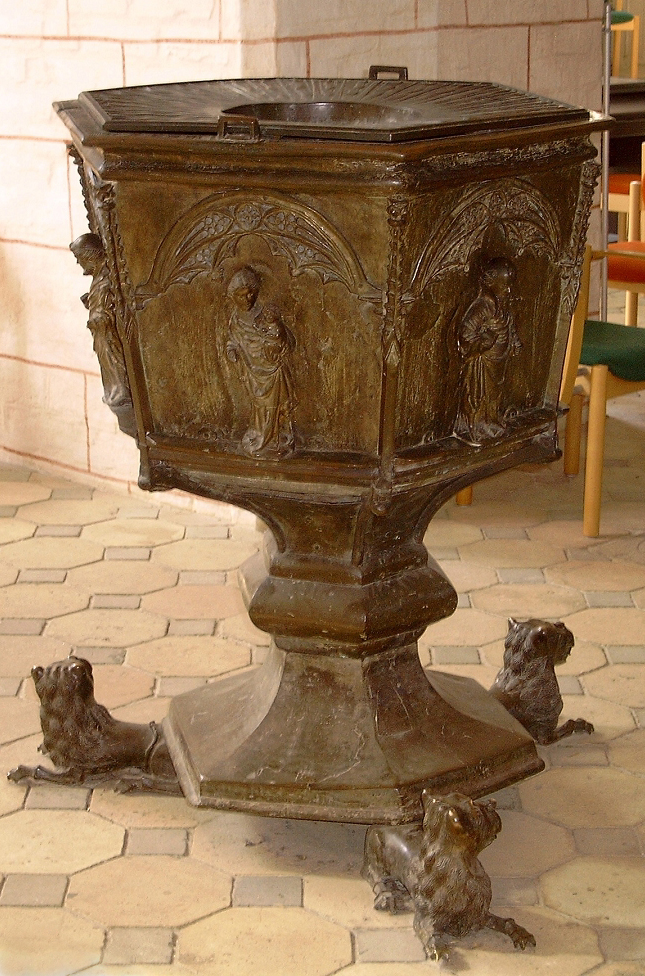
Das Taufbecken des Bischofs Beno Korp von 1391 kam erst im 20. Jahrhundert im Dom zu Västerås an, als Abguss des Originals (Bild) in St. Nikolai (Burg auf Fehmarn)

## Ordinarien

### Katholisch
1. Robertus 1219–1232
2. Magnus 1232–1258
3. Carolus 1258–1283
4. Petrus 1284–1299
5. Öiarus 1299
6. Haquinus 1299–1300
7. Nikolaus Catilli 1300–1308
8. Israel Erlandsson 1309–1328
9. Egislus Birgeri 1329–1352
10. Magnus Augustini 1353–1369
11. Laurentius Boberg 1370
12. Mathias Laurentii 1371–1379
13. Hartlevus Hartlevi 1379–1383
14. Beno Henrici Korp 1383–1394
15. Nikolaus 1395–1403
16. Andreas Johannis 1403
17. Petrus Ingevasti 1403–1414
18. Ingemarus Ingevaldi 1414
19. Nafno Johannis Gyrstinge 1414–1421
20. Olaus Jacobi Knob 1421–1442
21. Achatius Johannis 1442–1453
22. Petrus Mathiae de Vallibus 1453–1454
23. Olaus Gunnari 1454–1461
24. Benedictus Magi 1461–1462
25. Birgerus Magi 1462–1464
26. Ludechinus Abelis 1465–1487
27. Olaus Andreae de Vallibus 1487–1501
28. Otto Olavi Svinhufvud 1501–1522
29. Peder Jakobsson Sunnanväder 1523

### Lutherische
1. Petrus Magni 1523–1534
2. Henricus Johannis 1534–1556
3. Petrus Andreae Niger 1557–1562
4. Johannes Nicolai Ofeegh 1562–1574
5. Erasmus Nicolai Arbogensis 1574–1580
6. Petrus Benedicti Ölandus 1583–1588
7. Olaus Stephani Bellinus 1589–1606
8. Nicolaus Petri 1606
9. Olaus Stephani Bellinus 1589–1618
10. Johannes Rudbeckius 1619–1646
11. Olavus Laurentii Laurelius 1647–1670
12. Nicolaus Johannis Rudbeckius 1670–1676
13. Johannes Petri Brodinus 1677–1680
14. Carolus Carlson 1680–1708
15. Petrus Malmberg 1708–1710
16. Matthias Iser 1711–1725
17. Sven Cameen 1725–1729
18. Nils Barchius 1731–1733
19. Andreas Kallsenius 1733–1750
20. Samuel Troilius 1751–1760
21. Lars Benzelstierna 1760–1800
22. Johan Gustaf Flodin 1800–1808
23. Eric Waller 1809–1811
24. Gustaf Murray 1811–1825
25. Sven Wijkman Casparsson 1829–1839
26. Gustaf Nibelius 1839–1849
27. Christian Erik Fahlcrantz 1849–1866
28. Carl Olof Björling 1866–1884
29. Gottfrid Billing 1884–1898
30. Johan August Ekman 1898–1900
31. Nils Lövgren 1900–1920
32. Einar Billing 1920–1939
33. John Cullberg 1940–1962
34. Sven Silén 1962–1975
35. Arne Palmqvist 1975–1988
36. Claes-Bertil Ytterberg 1988–2008
37. Thomas Söderberg 2008–2015
38. Mikael Mogren seit 2015